# Lluís Homar
Luis Homar Toboso (Barcelona, 20 de abril de 1957) es un actor y director teatral español. En marzo de 2019 es nombrado director de la Compañía Nacional de Teatro Clásico,  incorporándose al cargo el 1 de septiembre de 2019.

## Biografía
Nació el 20 de abril de 1957 en la ciudad de Barcelona. Estudió la educación primaria en la escuela de su familia "Escuelas Homar" del barrio barcelonés de Horta. Fue monaguillo de la parroquia de San Juan de Horta.
Estudió sin concluirla la carrera de Derecho en la Universidad Autónoma de Barcelona y acudió al Instituto del Teatro barcelonés. En la actualidad reside en Canet de Mar.
En 1974 participó en el montaje de la obra Otelo, bajo la dirección de Ángel Carmona, y un año después ingresó en el grupo de Teatro Escorpio, participando en dos puestas en escena: Terra Baixa, dirigida por Josep Montanyes, y Quiriquibú, dirigida por Fabià Puigserver y Guillem-Jordi Graells. 
En 1976, junto con otros actores, fundó la Sociedad Cooperativa del Teatre Lliure de Barcelona, en la que trabajó durante años ininterrumpidamente (siendo su director artístico entre 1992 y 1998) y participando en más de treinta espectáculos. 
En la misma década Homar comenzó a intervenir en productos para televisión, debutando poco tiempo después en el cine con La plaza del Diamante (1982), una película coprotagonizada por Sílvia Munt.
En la gran pantalla Homar ha desempeñado muchos papeles, los más destacados son su participación en La mala educación (2004) y Los abrazos rotos (2009), de Pedro Almodóvar, su interpretación del Papa Alejandro VI en Los Borgia, de Antonio Hernández y el papel de Max, un robot mayordomo en la película de ciencia ficción EVA (2011), de Kike Maíllo, papel que le vale su primera nominación a los Premios Goya en la categoría de «Mejor interpretación masculina de reparto», alzándose como ganador en la XXVI edición de los premios.
También ha trabajado con algunos de los directores más destacados del panorama español: Mario Camus, Vicente Aranda, Pilar Miró, Gerardo Vera, Agustí Villaronga, Pau Freixas o Montxo Armendáriz.
También ha sobresalido su trayectoria en realizaciones televisivas, como las series Àngels i Sants o Motivos personales. También realizó papeles protagonistas en 23-F: el día más difícil del rey (2009), película sobre el intento de golpe de Estado de 1981 donde interpreta al rey Juan Carlos I de España, y en las superproducciones de Antena 3, Hispania, la leyenda e Imperium, como el romano Servio Sulpicio Galba.
En marzo de 2019, fue elegido director de la Compañía Nacional de Teatro Clásico (CNTC) en sustitución de Helena Pimenta. Su proyecto fue elegido entre cuatro finalistas, seleccionados entre 14 candidatos por el Consejo Artístico del Teatro.

## Filmografía

### Cine
| Año  | Título                        | Director                         |
| ---- | ----------------------------- | -------------------------------- |
| 1981 | La plaza del Diamante         | Francesc Betriu                  |
| 1989 | El niño de la luna            | Agustí Villaronga                |
| 1989 | Si te dicen que caí           | Vicente Aranda                   |
| 1991 | El hombre de neón             | Albert Abril                     |
| 1992 | Después del sueño             | Mario Camus                      |
| 1993 | El pájaro de la felicidad     | Pilar Miró                       |
| 1995 | Mécaniques célestes           | Fina Torres                      |
| 1995 | El porqué de las cosas        | Ventura Pons                     |
| 1996 | La Celestina                  | Gerardo Vera                     |
| 1996 | Adosados                      | Mario Camus                      |
| 1999 | La ciudad de los prodigios    | Mario Camus                      |
| 2000 | Morir (o no)                  | Ventura Pons                     |
| 2003 | Valentín                      | Juan Luis Iborra                 |
| 2003 | Nines russes                  | Pau Freixas                      |
| 2004 | La mala educación             | Pedro Almodóvar                  |
| 2004 | Rottweiler                    | Brian Yuzna                      |
| 2005 | Bosque de sombras             | Koldo Serra                      |
| 2005 | Morir en San Hilario          | Laura Mañá                       |
| 2005 | Reinas                        | Manuel Gómez Pereira             |
| 2006 | Los Borgia                    | Antonio Hernández                |
| 2006 | Mariposa negra                | Francisco J. Lombardi            |
| 2007 | La habitación de Fermat       | Luis Piedrahíta y Rodrigo Sopeña |
| 2007 | Lo mejor de mí                | Roser Aguilar                    |
| 2008 | Cobardes                      | José Corbacho y Juan Cruz        |
| 2008 | Un château en Espagne         | Isabelle Doval                   |
| 2009 | Los abrazos rotos             | Pedro Almodóvar                  |
| 2010 | Los ojos de Julia             | Guillem Morales                  |
| 2010 | Héroes                        | Pau Freixas                      |
| 2010 | Pájaros de papel              | Emilio Aragón                    |
| 2011 | EVA                           | Kike Maíllo                      |
| 2011 | No tengas miedo               | Montxo Armendáriz                |
| 2012 | The Pelayos                   | Eduard Cortés                    |
| 2014 | El club de los incomprendidos | Carlos Sedes                     |
| 2014 | La Fosa                       | Pere Vilà i Barceló              |
| 2015 | Cerca de tu casa              | Eduard Cortes                    |
| 2015 | Latin Lover                   | Cristina Comencini               |
| 2016 | Anomalous                     | Hugo Stuven Casasnovas           |

### Obras de teatro
Ha participado en numerosos espectáculos teatrales, especialmente en el Teatre Lliure de Barcelona, del que fue cofundador en 1976, y director artístico entre 1992 y 1998. 
Destacan, por citar sólo algunas de sus obras, sus interpretaciones en Hamlet, donde desempeñó las tareas de actor, director y coproductor, Las tres hermanas, de Chéjov, Georges Dandin, Eduardo II, de Christopher Marlowe, Don Juan y El misántropo de Molière, El Héroe de Rusiñol, El señor Puntilla y su criado Matti de Bertolt Brecht, Taurons de David Mamet, Los gigantes de la montaña de Luigi Pirandello o su interpretación del monólogo L´Home de Teatre de Thomas Bernhard y dirigido por Xavier Albertí. 
En 2012 vuelve, tras 12 años, a dirigir teatro con la obra Luces de bohemia, de Ramón María del Valle-Inclán. Ese mismo año, en el Festival de Mérida, participa en el montaje de Hélade, junto a Concha Velasco, José María Pou y Maribel Verdú. Dos años más tarde, en 2014, encabeza, junto a Pou, el cartel de Tierra de nadie, de Harold Pinter.
- Las brujas de Salem (2016/2017).
- "Tierra Baja", del dramaturgo canario-catalán Àngel Guimerà. (2018).
- El príncipe Constante (2021).
- Antonio y Cleopatra (2021/2022).

### Televisión
- 2015-2016: Bajo Sospecha: (Comisario jefe Casas) (18 episodios)
- 2014: 1714. El preu de la llibertat (2 episodios)
- 2013:
  - Gran Hotel (12 episodios)
  - Polseres vermelles (2 episodios)
- 2012: Imperium (6 episodios)
- 2010-2012: Hispania, la leyenda (20 episodios)
- 2009:
  - 23-F: el día más difícil del Rey (2 episodios)
  - Herederos (8 episodios)
- 2007: 
  - Gominolas (8 episodios)
  - Aída (1 episodio)
- 2005: 
  - Motivos personales (3 episodios)
  - Àngels i Sants (7 episodios)
- 2004: Pepe Carvalho (1 episodio)
- 2002: La entrevista imposible (1 episodio)
- 1996: Estació d'Enllaç (1 episodio)
- 1991: Locos por la tele (25 episodios)
- 1989: Pedro I el Cruel (2 episodios)
- 1979:
  - Novel-la (1 episodio)
  - Lletres catalanes (2 episodios)
- 1978: Llibre dels fets del bon rei en Jaume (1 episodio)

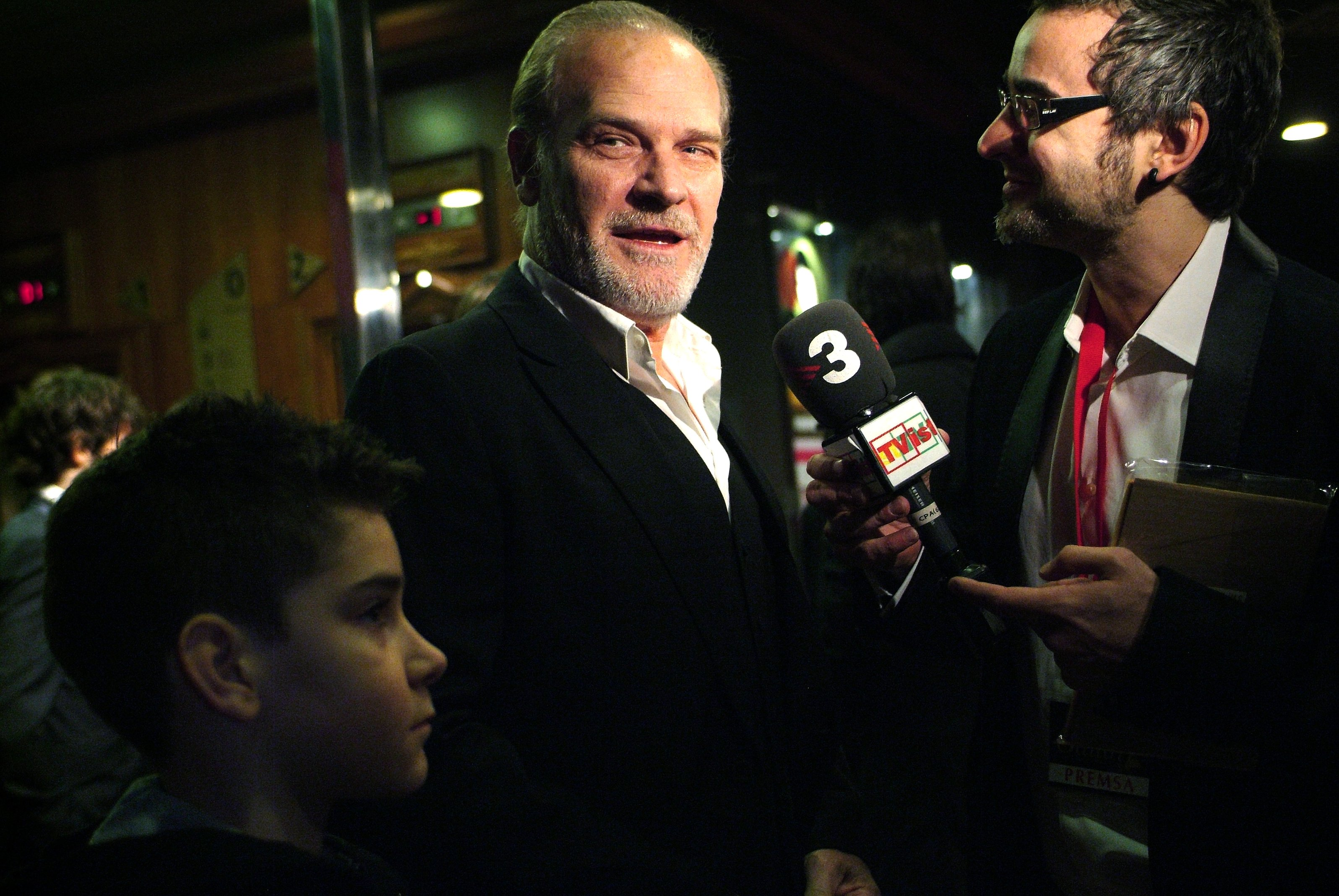
Lluís Homar en los Premios Gaudí 2011.

## Premios y candidaturas
Premios Anuales de la Academia "Goya"
| Año  | Categoría                                 | Película | Resultado |
| ---- | ----------------------------------------- | -------- | --------- |
| 2011 | Mejor interpretación masculina de reparto | EVA      | Ganador   |

Fotogramas de plata
| Año  | Categoría                 | Película/Serie/Obra                    | Resultado |
| ---- | ------------------------- | -------------------------------------- | --------- |
| 2000 | Mejor actor de teatro     | Hamlet Solness, el constructor Taurons | Ganador   |
| 2009 | Mejor actor de cine       | Los abrazos rotos                      | Nominado  |
| 2010 | Mejor actor de televisión | Hispania, la leyenda                   | Nominado  |

Medallas del Círculo de Escritores Cinematográficos
| Año  | Categoría              | Película | Resultado |
| ---- | ---------------------- | -------- | --------- |
| 2011 | Mejor actor secundario | EVA      | Ganador   |

Premios Sant Jordi
| Año  | Categoría                   | Resultado |
| ---- | --------------------------- | --------- |
| 2008 | Premio 50 años TVE Cataluña | Ganador   |

Premios Gaudí
| Año  | Categoría                                 | Película | Resultado |
| ---- | ----------------------------------------- | -------- | --------- |
| 2010 | Mejor interpretación masculina secundaria | Héroes   | Nominado  |
| 2011 | Mejor interpretación masculina secundaria | EVA      | Ganador   |

Premios de la Academia de la Televisión de España
| Año  | Categoría                      | Serie                            | Resultado |
| ---- | ------------------------------ | -------------------------------- | --------- |
| 2009 | Mejor interpretación masculina | 23-F: el día más difícil del rey | Ganador   |
| 2011 | Mejor interpretación masculina | Hispania, la leyenda             | Ganador   |

Premios Butaca
| Año  | Categoría                     | Película/Obra        | Resultado |
| ---- | ----------------------------- | -------------------- | --------- |
| 2009 | Mejor actor catalán de cine   | Los abrazos rotos    | Nominado  |
| 2007 | Mejor actor catalán de cine   | Los Borgia           | Nominado  |
| 2005 | Mejor actor catalán de teatro | L´Home de Teatre     | Ganador   |
| 2005 | Mejor actor catalán de cine   | Morir en San Hilario | Nominado  |
| 2004 | Mejor actor catalán de cine   | La mala educación    | Nominado  |
| 2003 | Mejor actor catalán de cine   | Valentín             | Ganador   |

Premios Max de las Artes Escénicas
| Año  | Categoría                | Obra             | Resultado |
| ---- | ------------------------ | ---------------- | --------- |
| 2014 | Mejor actor protagonista | Terra baixa      | Ganador   |
| 2005 | Mejor actor protagonista | L´Home de Teatre | Nominado  |

Premios de la Unión de Actores
| Año  | Categoría                        | Película          | Resultado |
| ---- | -------------------------------- | ----------------- | --------- |
| 2009 | Mejor actor protagonista de cine | Los abrazos rotos | Nominado  |
| 2010 | Mejor actor protagonista de cine | Pájaros de papel  | Nominado  |

Otros premios
- 2013: Premio NUNES a su trayectoria del Festival Internacional de Cine Nunes.
- 2012:
  - Premio a su trayectoria del Zoom Festival Europeo de Cine para Televisión.
  - Premio Blue Label Epic Award a la excelencia, entrega y trayectoria vital y profesional, concedído por el embajador del Reino Unido en España.
  - Premio San Pancracio de la XV edición del Festival Solidario de Cine Español de Cáceres.
- 2011: 
  - Premio Giffoni del Festival de Cine de Giffoni.
  - Premio de Honor de la Semana del Cine y de la Imagen SCIFE de Fuentes de Ebro.
  - Muestra de Cine Latinoamericano de Cataluña: Premio "Jordi Dauder".
- 2010: Premio Shangay a la «Mejor interpretación de cine» por Pájaros de papel.
- 2009: 
  - Faro de Plata del Festival Internacional de Cine de L'Alfas.
  - Premios Ondas 2009: Finalista al Premio Carácter Dewar's "White Label".
  - Premio Zapping al «Millor Actor» por 23-F: el día más difícil del rey.
  - Camaleón de Oro del Festival de cine y televisión de Islantilla al «Mejor actor de televisión» por 23-F: el día más difícil del rey.
- 2006: Premio Nacional de Teatro de la Generalidad de Cataluña por L´Home de Teatre.
- 1998: Premio del Festival de Teatro "Ciudad de Palencia" al «Mejor intérprete masculino» por El señor Puntilla y su criado Matti.